# Norberto Huezo
José Norberto Huezo Montoya (San Salvador, 6 de junho de 1956 – 5 de março de 2025) foi um futebolista profissional salvadorenho, que atuava como meio-campo.

## Carreira
Norberto Huezo fez parte do elenco da histórica Seleção Salvadorenha de Futebol da Copa do Mundo de 1982.

## Morte
Huezo morreu em 5 de março de 2025 após uma breve doença e internação hospitalar, cercado por familiares e amigos.